# Prelaz Tizi n'Tichka
Prelaz Tizi n'Tichka (berbersko ⵜⵉⵣⵉ ⴻⵏ ⵜⵉⵛⴾⴰ, latinizirano: Tizi en Ticka; arabsko تيزي ن تيشكا, dobesedno »pašni prehod« v tamazightu) je gorski prelaz v Maroku, ki povezuje jugovzhodni del Marakeša z mestom Ouarzazate preko gorovja Visoki Atlas. Leži nad velikimi Marakeškimi ravninami in predstavlja prehod v Saharo in povezuje polsušna območja jugovzhoda Visokega Atlasa z bolj rodovitnimi ravninami na obrobju Atlantika.
Ločuje tudi dve bistveno različni gorski verigi: verigo M'Goun in verigo Toubkal. M'Goun ('vetrovna gora') je masiv z mehkimi oblikami tipa Jura, medtem ko je Toubkal zelo alpski. Je dom zimskih športnih središč. Zelo dolgo je bila ta cesta edina, ki je prečkala ta dva masiva. Sledilo je utrjevanje R307 (Beni Mellal Draa Tafilalet) vzhodno od M'Gouna, nato po cesti od Tabana proti El Mrabitine in dolini vrtnic neposredno severozahodno od M'Gouna, do nedavnega preprosto mulatjera (Tisit n'Aït Imi). Naslednje večje cestno križišče je oddaljeno več kot 200 km zračne črte. Prehod proti jugozahodu Toubkala je oddaljen skoraj 100 km zračne črte.
Je tako socialno kot gospodarsko pomemben prehod (pomemben taksi in kamionski promet). V bližini tega prelaza se je leta 2012 zgodila avtobusna nesreča z največ smrtnimi žrtvami v zgodovini Maroka, pri čemer je umrlo 42 ljudi, ko je njihov avtobus padel v prepad.
Razlika v topografiji je simbolično omogočila, da je M'Goun ohranil svojo berbersko predpono (Ighil M'Goun), medtem ko je Toubkal prevzel arabsko predpono (Džebel Toubkal).
To pobočje je naseljeno s številnimi vasmi tudi v višini prelaza, na planoti proti vzhodu. Številne karavane turistov v štirikolesnikih tavajo po regiji po smereh, ki služijo glavni cesti in prispevajo k negotovosti in prezgodnji obrabi teh poti, za vzdrževanje katerih dohodki domačinov komaj zadoščajo.

## Toponimija
Ime kraja je sestavljeno iz berberske osnove Tizi (ⵜⵉⵣⵉ), kar pomeni 'gorski prelaz' in druge sestavine Tichka (ⵜⵉⵛⴽⴰ), kar pomeni 'pašniki'. Polno ime kraja torej v berberščini dobesedno pomeni »pašni prehod«.

## Podnebje in nadmorska višina
Od novembra do marca lahko na prelazu pogosto zapade sneg, vendar je lahko na močnem soncu celo leto toplo. Dolgo časa je veljalo, da ima nadmorsko višino 2260 metrov (to je označeno tudi na tabli na vrhu prelaza), vendar je gps-meritev Hansa Mülderja 30. novembra 2022 pokazala, da je visok le 2205 metrov, kar je potrdil Google Earth, na kateri je najvišja nadmorska višina prelaza 2207 metrov. Je najvišji večji gorski prelaz v Severni Afriki. Cesto je vzdolž stare karavanske poti zgradila francoska vojska leta 1936 in je zdaj del nacionalne ceste 9 (nekdanje ceste P-31).

## Živalstvo
Zadnji znani divji berberski lev v Maroku je bil ustreljen v bližini Tizi n'Tichka leta 1942.

## Galerija
- Vrh prelaza
- Col du Tichka